# 砹化氫
砹化氫，又稱氫砹酸（化學式：HAt），是一種鹵氫酸，由氫原子與砹原子組成的共價化合物。
這種化合物溶於水生成氫砈酸，性質和其他四種鹵化氫相似——實際上具備氫鹵酸中最強的酸性。但它極易分解為氫與砈單質，加之砈的同位素半衰期均很短，因此它的用途有限。由於氫原子(2.20)和砹(2.22)原子有著幾乎相等的電負度，砹的陽離子已被觀察到，解離時極易造成在氫攜帶負電荷。因此，砹化氫可以進行以下反應：
2 HAt → H+ + At− + H− + At+ → H2 + At2
此外，鹵化氫HX的趨勢是隨著鹵化物的周期增加，形成的焓降低。儘管氫碘酸溶液是穩定的，但是砈化氫溶液明顯不如水-氫-砈系統穩定。砈原子核的輻解也可能會切斷H-At鍵。
進一步的，砈沒有穩定的同位素，其中最穩定的是砹-210，它的半衰期約為8.1小時，使得它的化學成分及結構改變，特別難以處理，由於砹會衰變成其他元素（鉍或釙），所以可能會變成鉍化氫或釙化氫或分解。